# Isabel Randolph
Isabel Randolph (Chicago, 4 de dezembro de 1889 - Burbank, 11 de janeiro de 1973) foi uma atriz norte- americana de rádio e cinema nos anos 1940 a 1960 e na televisão desde o início da década de 1950 até meados da década de 1960.

## Biografia
Nascida em 1889 em Chicago, filha de Alexander e May Randolph, Isabel Randolph teve uma extensa carreira de atriz em teatro regional em todo o meio-oeste americano, desde a era anterior à Primeira Guerra Mundial, até o início de sua carreira no rádio em meados da década de 1930 — por exemplo, ela esteve no Princess Theatre em Des Moines, Iowa em 1918 e, em 1931, no Loyola Community Theatre em Chicago.

## Carreira no rádio
Isabel Randolph ganhou popularidade em todo o país no programa de rádio Fibber McGee e Molly (no ar entre 1935-1959), onde começou em vários papéis "esnobes" em 13 de janeiro de 1936, acabando por se tornar um personagem da série de longa duração, a pomposa Sra. Abigail Uppington, uma matrona esnobe da sociedade a quem Fibber se referia como "Uppy", e cujas pretensões Fibber adoravam esvaziar. Ela ficou na série de comédia por sete anos até o início da oitava temporada no outono de 1943.
Ela também estrelou como esposa na novela da NBC Dan Harding's Wife (no ar de 20 de janeiro de 1936 a 10 de fevereiro de 1939), e esteve no elenco de dois outros seriados da NBC, One Man's Family (no ar 1932 -59) durante a década de 1940.

## Carreira no cinema
Ainda jovem, Randolph se especializou em papéis de meia-idade de "dama" no palco e no rádio, continuando nesses papéis quando ela entrou em filmes em 1940. Ela recriou seu personagem da Sra. Uppington em Look Who's Laughing, da RKO, em 1941, e Here We Go Again, em 1942, ambos derivados das séries de rádio Fibber McGee e Molly . Em 1943, ela co-estrelou o musical da República O, My Darling Clementine.
Ela trabalhou em mais de alguns filmes da década de 1940 com Lucille Ball. Randolph também foi destaque em Hoosier Holiday, um filme de 1945 da Republic Pictures. Ela desempenhou muitos papéis pequenos em filmes importantes e estrelou papéis importantes (embora estereotipados) em filmes B — embora, em pelo menos um western da Republic Studios  do início dos anos 50 (Thundering Caravans, uma das séries de filmes Sheriff Rocky Lane ), ela foi lançada contra o tipo como uma mente criminosa do mal.

### Filmografia selecionada
Randolph trabalhou em mais de setenta filmes de 1939 a 1959. Entre eles estavam: 
- Scrambled Eggs (1939), um desenho de Walter Lantz  (voz (não confirmada)), mães-pássaro diversas
- The Women (1939) (não-creditado) como mulher na cabine
- Barnyard Follies (1940) como Mrs. Uppington
- The Corsican Brothers (1941) (não-creditado) como Countess Isabelle's Mother
- Look Who's Laughing (1941) como Mrs. Uppington
- Here We Go Again (1942) como Mrs. Uppington
- Take a Letter, Darling (1942) (não-creditado) como Mrs. French
- My Favorite Blonde (1942) (não-creditado) como Frederick's Mother
- Henry Aldrich Gets Glamour (1943) (não-creditado) como Mrs. Stacey
- Shadow of a Doubt (1943) (não-creditado) como Mrs. Margaret Green
- O, My Darling Clementine (1943) as Mrs. Uppington
- The Missing Corpse (1945) como Alice Kruger
- Hoosier Holiday (1945) como Abigail Fairchild
- Our Hearts Were Growing Up (1946) como Mrs. Southworth
- Little Women (1949) (não-creditado) como Mrs. Gardiner
- The Fuller Brush Girl (1950) (não-creditado) como bridge player Mrs. Annabel South
- Secrets of Monte Carlo (1951) como Mrs. Gussy
- The Shanghai Story (1954) como Mrs. Merryweather
- You're Never Too Young (1955)
- Hot Shots (1956) como Mrs. Taylor
- It Started with a Kiss (1959) (não-creditado) como Mrs. Chalmers

## Carreira na televisão
Em sua carreira televisiva de 1951 a 1966, Isabel apareceu com mais frequência em comédias, com um drama ocasional (como Perry Mason). Seu primeiro papel na televisão foi protagonista da versão de 1951 de Dick Tracy. Ela interpretou o personagem recorrente da vizinha Sra. Boone em Meet Millie, um dos primeiros sucessos da sitcom da CBS em 1954. Ela era vista como proprietária de escola particular, Sra. Nestor durante a temporada final (1955–1956) de Our Miss Brooks. Ela também era uma atriz cômica regular em 1952 no The Abbott and Costello Show e de 1957-1962 no The Red Skelton Show.
Em 1958, Randolph apareceu como Vovó Wilkins no episódio "Wyatt Earp Rides Shotgun" da série ocidental da ABC / Desilu, The Life and Legend of Wyatt Earp . Na trama, o deputado Wyatt Earp ( Hugh O'Brian ) está tentando impedir que a gangue Dan Purvis ataque Wells Fargo e encontra ajuda inesperada da vovó Wilkins em sua tarefa. O pedreiro Alan Dinehart aparece neste episódio um jovem Bat Masterson .
Randolph apareceu nos episódios do Andy Griffith Show "A Plaque for Mayberry" e "Rafe Hollister Sings". Uma de suas últimas aparições na televisão foi em 1966 em seu papel recorrente como Clara Petrie, mãe de Rob (Dick Van Dyke) no The Dick Van Dyke Show. Mais tarde naquele ano, ela concluiu sua carreira na televisão quando interpretou Madame Rosa Bruening no episódio de Perry Mason, "The Case of the Misguided Model".

## Vida pessoal
Randolph morreu em 11 de janeiro de 1973, em Burbank, Califórnia, e deixando duas filhas.